# Gröntjärnen (Skorpeds socken, Ångermanland)
Gröntjärnen är en sjö i Örnsköldsviks kommun i Ångermanland och ingår i Nätraåns huvudavrinningsområde.